# Rusudan Glurjidze
Rusudan Glurjidze, née en 1972 à Tbilissi, est une cinéaste, scénariste et productrice de cinéma géorgienne.

## Biographie
Rusudan Glurjidze est diplômée en langue et littérature française de l’université d'État de Tbilissi en Géorgie. Entre 1990 et 1996, elle étudie la réalisation cinématographique et l'écriture de scénario dans la classe du cinéaste russe et géorgien Gueorgui Chenguelaia à l’université d’État de théâtre et de cinéma Chota Roustavéli.

## Carrière professionnelle
En 1996, Rusudan Glurjidze entre au service publicité de la Radio télévision publique géorgienne pour laquelle elle réalise des clips musicaux et commerciaux. En 2005, elle est nommée première assistante du réalisateur Gueorgui Chenguelaia sur le tournage de la comédie Midioda matarebeli (The Train Went On and On).
Depuis 2007, elle travaille en tant que productrice et directrice artistique de la Cinetech Film Production Company.
En 2016, la réalisatrice signe son premier long-métrage semi-autobiographique intitulé House of Others. Le projet repose sur une coproduction entre la Georgie, la Russie, la Croatie et l'Espagne. Après avoir survécu à la guerre civile, deux familles font face à de profondes cicatrices émotionnelles alors qu'elles essaient de se construire de nouvelles vies.  
Présenté en avant-première lors du festival international du film de Karlovy Vary, House of Others a remporté le Grand Prix de la compétition East of the West. En 2017, il est sélectionné pour représenter la Géorgie dans la catégorie meilleur film en langue étrangère aux Oscars. 

## Filmographie
- 1993 : Nocturne (Court métrage)
- 1996 : Oscar (Court métrage)
- 2016 : House of Others, Cinetech Film, Liga Production, Kinoscopik, SARKE Group, Embrio
- 2025 : Antikvariati (en) (ანტიკვარიატი)

## Distinctions
- 2016 :
  - Grand Prix, House of Others, East of the West competition, Festival international du film de Karlovy Vary, République tchèque
  - Grand Prix, House of Others, Eurasia International Film Festival, République du Kazakhstan
  - Best Asian Film, House of Others, The Network for the Promotion of Asian Cinema (NETPAC), Cinemaya, Inde
  - Cinema Extraordinare, House of Others, Festival international du film de Bergen, Norvège